# 阿贝图

阿貝圖描繪出不同玻璃的折射率範圍和阿貝數的關係（紅點）。玻璃使用肖特集團的文字-數字代碼反應出它們在圖中被分類的位置和結構。

阿贝图是德国物理学家恩斯特·阿贝在1886年发明的玻璃坐标图,至今已一百多年。阿贝图是直角物理坐标图，以玻璃的阿贝数V为横轴（X轴），以玻璃的折射率n为纵轴（Y轴）。V轴和n轴的交点不是零点,V数在V轴上从左到右从大到小排列,从V=100到V=18；折射率n从下到上从小到大排列，从1.42 到2.2。每一种光学玻璃在阿贝图上以一个点标志，没有标志的点，没有符合坐标的玻璃。性质相近的玻璃，在阿贝图上也分布在相邻的位置。肖特玻璃厂的阿贝图有一组直线和曲线,将阿贝图分成许多区;列如冕牌玻璃K5、K7、K10在K区,燧石玻璃F2、F4、F5在F区。
一种光学玻璃在阿贝图上的V，n坐标，只是约数。光学玻璃的阿贝数V必须准确到
四位有效数字，折射率n必须准确到六位有效数字，必须另从光学玻璃目录中查找。